# انریکو لوتسی

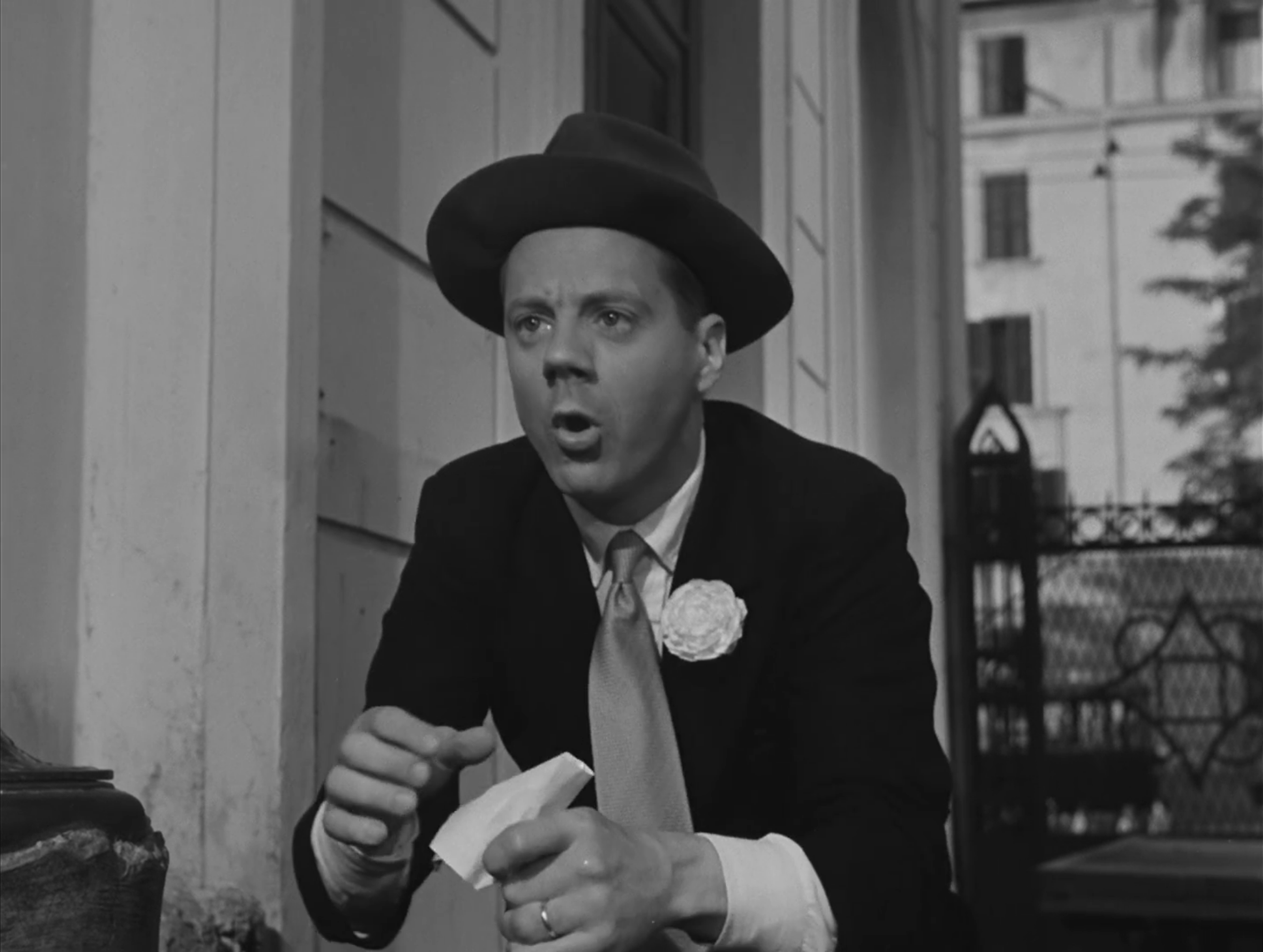
انریکو لوزی در نمایی از فیلم ایتالیایی بهترین آرزوها و پسران! 1951

انریکو لوتسی (ایتالیایی: Enrico Luzi؛ ‏ ۲۷ سپتامبر ۱۹۱۹ – ۱۸ اکتبر ۲۰۱۱) بازیگر اهل ایتالیا بود.
از فیلم‌هایی که وی در آن نقش داشته‌است، می‌توان به آخرین رقص، پدرخوانده: قسمت سوم، شکار روباه، سه داستان ممنوعه، توتو تارزان، ترانه بهار و صدای سکوت اشاره کرد.